# Srednjoamerički tinamu
Srednjoamerički tinamu (lat. Crypturellus boucardi) je vrsta ptice iz roda Crypturellus iz reda tinamuovki. Živi u nizinskim vlažnim šumama Srednje Amerike. Iako je klasificiran kao zasebna vrsta, SACC ga još klasificira kao podvrstu crvenonogog tinamua.

## Taksonomija
Srednjoamerički tinamu ima dvije podvrste. To su:
- C. boucardi boucardi, nominativna podvrsta ima raspon u nizinama Meksičkog zaljeva i karibske obale u jugoistočnom Meksiku, Belizeu, Gvatemali i sjeverozapadnom Hondurasu.
- C. boucardi costaricensis je rasprostranjen na karibskoj padini u Hondurasu, Nikaragvi i sjevernoj Kostariki.

Philip Sclater identificirao je srednjoameričkog tinamua prema primjerku iz države Oaxaca, Meksiko, iz 1859.

## Opis
Dug je prosječno 27 centimetara, a težak je oko 470 grama. Leđa i glava su crne do kestenjaste boje. Krila su smeđa, a prsa škriljasto-siva, po čemu je i dobio ime. Grlo je bijelo, a skoro svi donji dijelovi tijela su sivo-smeđi, osim tamnijih bokova i podrepnog dijela. Noge su ružičaste do žarko crvene. Kljun je u gorjem dijelu tamnije, a u donjem žute boje.
Hrani se plodovima s tla ili niskih grmova. Također se hrani i malom količinom biljnih dijelova i manjih beskralježnjaka, posebice mrava i termita. Mužjak inkubira jaja koja mogu biti od čak četiri različite ženke. Inkubacija obično traje 2-3 tjedna.

## Vanjske poveznice
|  | Zajednički poslužitelj ima još gradiva o temi Crypturellus boucardi |
|  | Wikivrste imaju podatke o taksonu Crypturellus boucardi             |